# قلعه سرخه (نیزار)
قلعه سرخه مربوط به دوره ساسانی است و در شهرستان قم، بخش سلفچگان، روستای نیزار واقع شده است. این اثر در تاریخ ۲۲ آبان ۱۳۸۶ با شماره ثبت ۲۰۱۵۱ به عنوان یکی از آثار ملی ایران به ثبت رسیده است.